# Гальего (река)

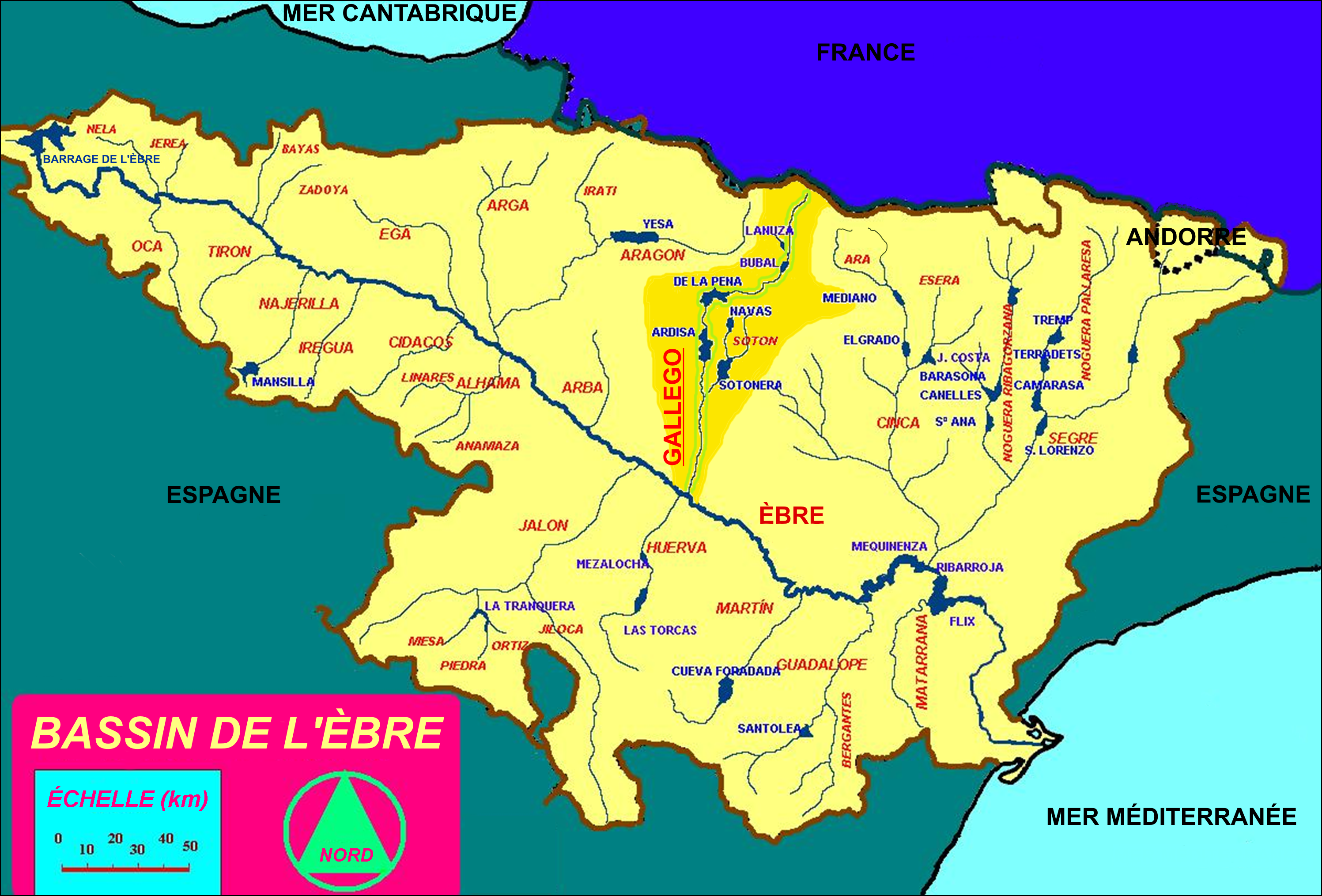

Га́льего (исп. río Gállego, араг. río Galligo) — река на севере Испании, протекающая по территории автономного сообщества Арагон. Один из крупных притоков Эбро.

## География
Длина — 193,2 км, площадь бассейна — 4008,8 км². Берёт начало в Пиренеях на высоте 2200 метров над уровнем моря. Течёт в направлении с севера на юг по долине Тена через территорию муниципалитетов Сальент-де-Гальего, Пантикоса и Бьескас. Затем, в районе Сабиньяниго, поворачивает на запад, после чего, в районе Тристе, вновь меняет направление течения и несёт свои воды на юг. Впадает в Эбро в районе Сарагосы.

## Притоки
- Агуас-Лимпиас[исп.]
- Кальдарес[исп.]
- Эскарра[исп.]
- Лана-Майор[исп.]